# Igreja de Santa Efigênia dos Militares (Belo Horizonte)
A Igreja de Santa Efigênia dos Militares é uma igreja católica localizada no bairro Santa Efigênia em Belo Horizonte, Minas Gerais.
A Polícia Militar de Minas Gerais, que se estabeleceu em Belo Horizonte desde o início da instalação da capital trouxe de Ouro Preto (Alto da Cruz) a imagem e a devoção à santa.
Em 1899 a PM fundou a Irmandade de Santa Efigênia dos Militares, formada quase que exclusivamente de militares e construiu uma capela em honra da padroeira, nomeando-a Capela de Santa Efigênia dos Militares.
Em 19 de março de 1923, foi assinado pelo então Bispo Dom Antônio dos Santos Cabral o decreto de criação da Paróquia Santa Efigênia dos Militares. (Decreto nº5 Cúria Metropolitana).